# Li Zehou
Li Zehou (en chino tradicional, 李澤厚; en chino simplificado, 李泽厚; 13 de junio de 1930 - 2 de noviembre de 2021) fue un estudioso chino de filosofía e historia intelectual.Se le considera un influyente estudioso de la historia y la cultura chinas, cuyo trabajo fue fundamental para el período conocido como la "Nueva Ilustración" china en la década de 1980.
Li nació en Ningxiang, Hunan el 13 de junio de 1930. Li se graduó en la Universidad de Pekín en 1954 y se convirtió en investigador y más tarde profesor en la Academia China de Ciencias Sociales. Li se desempeñó durante mucho tiempo como vicepresidente de la Sociedad China de Estética (1980-1998).Sus obras sobre estética, como El camino de la belleza: un estudio de la estética china, desencadenaron una "fiebre estética (美学热)" en China continental en la década de 1980.Poco después de la masacre de la Plaza de Tiananmen en 1989, Li fue duramente criticado por las autoridades chinas por "envenenar a toda una generación joven" y sus obras fueron prohibidas durante varios años.
En 1992, emigró a los Estados Unidos y ocupó cátedras en numerosas universidades, incluidas Colorado College, Universidad de Míchigan, Universidad de Wisconsin, Swarthmore College y Universidad de Colorado en Boulder. En 2021, Li falleció en Estados Unidos a la edad de 91 años.